# 참죽나무

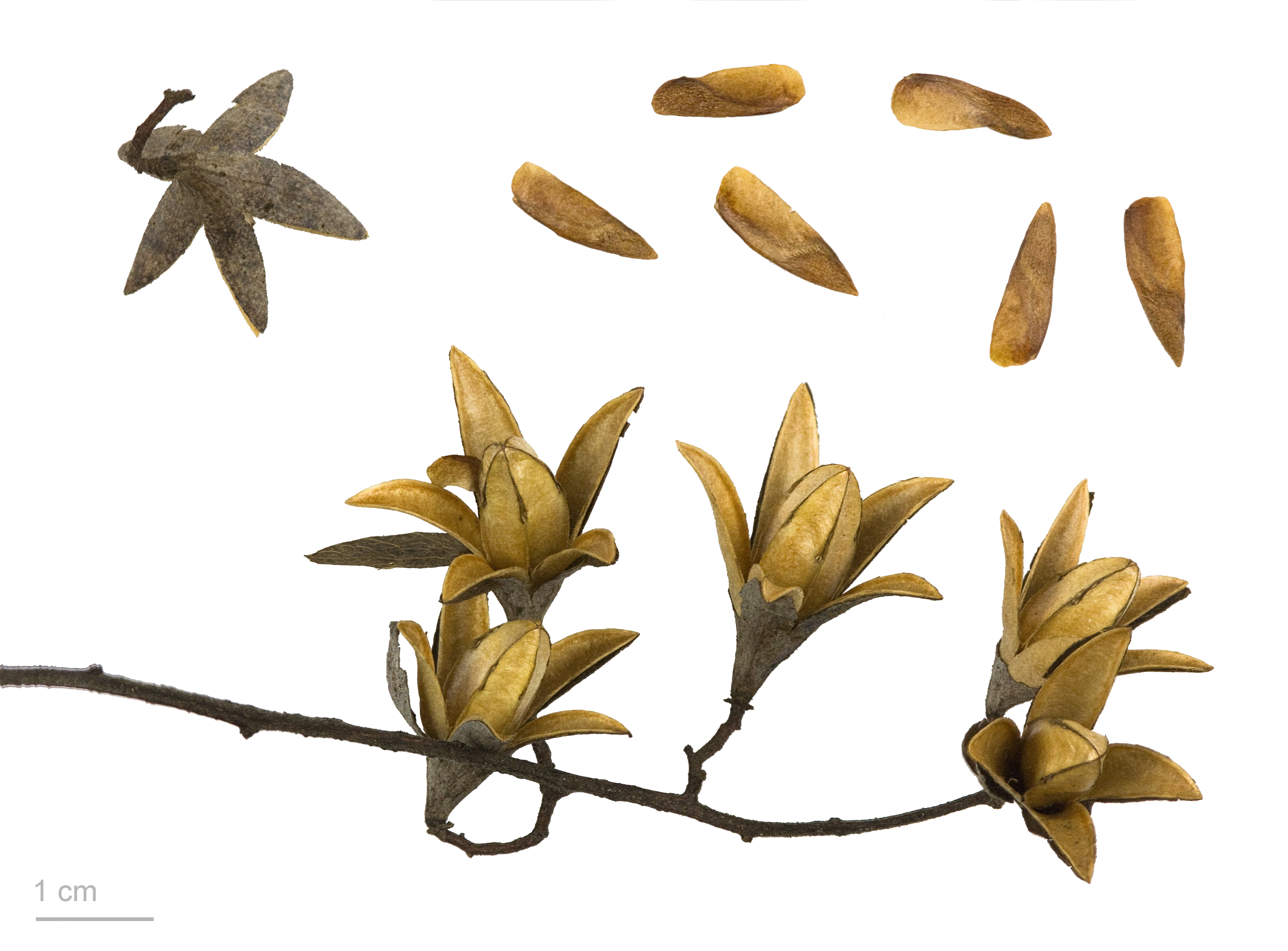
Toona sinensis

참죽나무(문화어: 참중나무, Toona sinensis, syn. Cedrela sinensis)는 중국 원산으로, 중부 이남의 마을 부근에 심는 낙엽교목이며 높이는 20m 내외이다. 외피가 얕게 갈라져 붉은색의 껍질이 나타난다. 잎은 어긋나며 깃꼴 겹잎에 길이 60cm이다. 작은잎은 10-20장, 잎자루는 길이 1cm, 피침형, 긴 타원형, 끝이 뾰족하다. 꽃은 양성화로 5수성이며 흰색이다. 향기가 강하고, 가지 끝에서 밑으로 처지는 원추꽃차례로 달린다. 열매는 삭과로 거꿀달걀형이며, 길이 2.5cm이고 5개로 갈라진다. 씨는 양쪽에 날개가 있다. 어린싹은 식용하며, 목재는 기구재·조각재·농기구재 등으로 쓰인다.